# Federico Christian Maintzhusen
Friedrich Christian Mayntzhusen (Hamburgo, Alemania, 23 de noviembre de 1873 – Paraguay,  8 de abril de 1949 ) fue un  etnólogo, etnógrafo y filólogo que desde joven vivió y desarrolló su actividad en el Paraguay.

## Actividad profesional
Nació en el seno de una familia acaudalada integrante de la alta sociedad de Hamburgo. Hizo estudios de agronomía en la Universidad de Jena y también de filosofía y economía. En 1896 viajó a la Argentina y se radicó en la provincia de Entre Ríos,en la Mesopotamia Argentina donde practicó agricultura y ganadería durante cinco años; viajó a Hohenau, donde posteriormente compró en Trinidad un campo. En 1904 viajó a lo que posteriormente fue el distrito de Capitán Meza, donde Domingo Barthe había adquirido tierra después de la Guerra contra la Triple Alianza y le compró  una importante fracción de las mismas -120.000 hectáreas- en la desembocadura del arroyo Yaguarazapá, un arroyo de 93 metros de altura en el Río Paraná, con el dinero recibido de una herencia paterna. En 1908 Mayntzhusen describía esa tierra afirmando que “se halla cubierta con montes vírgenes y la fertilidad es incomparable con su tierra marrón obscura… cruzada por varios arroyos, nacientes y arroyuelos.” y decía que el clima “es saludable y soportable para el europeo. El inmigrante nuevo, en los primeros meses del verano, sufrirá de la alta temperatura calurosa, mientras que las noches son frescas, recompensándose. Las grandes extensiones de monte influyen mucho en la normalización del clima, y las lluvias son normales. Pocas veces las lluvias en el verano tardan más de 8 a 10 días entre sí. Desde luego hay sequías, pero raras veces.” Allí se podían producir desde caña de azúcar y yerba mate hasta verduras europeas, tabaco, algodón, etc.
Mayntzhusen continuó mientras tanto sus investigaciones sobre la cultura y origen de los Achés Guayaki. Se trata de un grupo con características culturales y dialectales propias, que pertenece a la etnia guaranizada de los achés y aprendió su lengua y sus costumbres. En 1907 empezó a colonizar esas tierras vendiéndolas a pobladores alemanes, alemanes-brasileros y algunos paraguayos hasta que al estallar la Primera Guerra Mundial volvió a Alemania, se incorporó como voluntario y fue herido, por lo que viajó a Suiza, donde perfeccionó sus conocimientos de Antropología.
Volvió en 1920 al Paraguay y encontró allí que había perdido todo derecho sobre sus tierras, por lo que luego de adquirir un lote prosiguió sus investigaciones dando a conocer sus resultados en Europa y en Estados Unidos.
Falleció en Paraguay el 8 de abril de 1949. Se había casado con una indígena Aché y fruto de esa relación nació su hija Silvia.

## Sus investigaciones
La muerte de 21 indígenas por distintas enfermedades incentivó a Mayntzhusen para apurar sus investigaciones, cuyos resultados presentó en el decimosexto Congreso de Americanistas celebrado en
Buenos Aires en 1910; se trataba de dos trabajos, en uno, “Über vorkolumbianische Siedelungen und Urnenfriedhöfe der Guaraní am Alto Paraná”, en la sección de arqueología y etnología de Bolivia y el Alto Paraná sostenía que a partir de las excavaciones que había realizado podía pensarse en un sustrato cultural en común para la familia Guaraní, a la cual se la pensaba compuesta por distintos
grupos. También señalaba ciertas afinidades estilísticas y decorativas con los grupos centrales de Brasil estudiados por el antropólogo alemán Max Schmidt. El otro trabajo contenía sus conclusiones preliminares sobre sus estudios antropométricos sobre los guayakís, a partir de los que consideraba posible determinar su dispersión geográfica. Por la misma época conoció personalmente a Roberto Lehmann Nitsche e inició con este antropólogo un intercambio intelectual que continuó por carta acerca de la situación de los guayakis y los estudios más propicios de realizar. Preocupado por el destino de los guayakis analizaba por entonces la posibilidad de su relocalización en alguna de las misiones jesuitas, lo que además de salvaguardarlos le proporcionaría un lugar ideal en donde profundizar las observaciones que venía realizando, principalmente aquellas vinculadas a la deformación craneal, el nacimiento de los indígenas, el cuidado parental, ritos de pubertad, mitología y antropografía, que eran según Rafael Karsten los aspectos relevantes para la comprensión de este grupo. Cabe puntualizar que, al igual que muchos de los trabajos de esa época, la prisa en las investigaciones de Mayntzhusen estaba influenciada por la idea de que estaba cercana la desaparición de los pueblos que estudiaban. Todo el acervo científico así como los objetos ancestrales recogidos por Mayntzhusen, se encuentran en el Museo Regional Aníbal Cambas de la ciudad de Posadas, Argentina.